# Escut de l'Alguenya
L'escut de l'Alguenya és el símbol representatiu oficial del municipi valencià de l'Alguenya (Vinalopó Mitjà). Té el següent blasonament:
| « | Escut ibèric, truncat. Al primer quarter, en camp d'atzur, tres monts d'or heràldics, sobremuntats d'un sol del mateix metall. Al segon quarter, en camp de sinople, tres ceps d'or, ben ordenats. Per timbre, una corona reial oberta. | » |

## Història
L'escut s'aprovà per Resolució de 2 de juny de 1994, del conseller d'Administració Pública, publicada en el DOGV núm. 2.298, de 28 de juny de 1994.
L'element de la primera partició és un senyal parlant referit a la serra de la Solana, un element del paisatge local. Els ceps al·ludeixen al conreu de la vinya, característic de l'Alguenya.